# Rumania en la Copa Mundial de Rugby de 1991
La Selección de rugby de Rumania fue uno de los 16 participantes de la Copa Mundial de Rugby de 1991 que se realizó en Inglaterra.
Fue la segunda participación de los Robles en la Copa Mundial de Rugby.

## Plantel
| Nombre                   | Posición       | Club                         |
| ------------------------ | -------------- | ---------------------------- |
| Christian Gheorghe       | hooker         | RC Grivița București         |
| Gheorghe Ion             | hooker         | CS Dinamo București          |
| Gabriel Vlad             | pilar          | RC Grivița București         |
| Viorel Ionescu           | pilar          | RCJ Farul Constanța          |
| Constantin Stan          | pilar          | SCM Gloria Buzău             |
| Gheorghe Leonte          | pilar          | CS Vienne Rugby              |
| Gheorghe Corneliu        | pilar          | RCJ Farul Constanța          |
| Sandu Ciorăscu           | segunda línea  | SC Angoulême                 |
| Constantin Cojocariu     | segunda línea  | CS Dinamo București          |
| Nicușor Marin            | segunda línea  | RCJ Farul Constanța          |
| Gheorghe Dinu            | ala            | CSS Locomotiva București     |
| Ioan Doja                | ala            | CS Dinamo București          |
| Andrei Gurănescu         | ala            | CS Dinamo București          |
| Haralambie Dumitraș (c.) | Número 8       | Section Paloise              |
| Tiberiu Brînză           | Número 8       | RC Grivița București         |
| Mihai Foca               | medio scrum    | RCJ Farul Constanța          |
| Daniel Neaga             | medio scrum    | CS Dinamo București          |
| Ilie Ivanciuc            | medio apertura | CSM Bucovina Suceava         |
| Neculai Nichitean        | medio apertura | CSM Știința Cemin            |
| Nicolae Fulina           | centro         | RCJ Farul Constanța          |
| Nicolae Răcean           | centro         | CS Universitatea Cluj-Napoca |
| Adrian Lungu             | centro         | CS Dinamo București          |
| George Sava              | centro         | CSM Știința Cemin            |
| Ștefan Tofan             | centro         | CS Dinamo București          |
| Lucian Colceriu          | wing           | CSA Steaua București         |
| Cătălin Sasu             | Wing           | RCJ Farul Constanța          |
| Marian Dumitru           | zaguero        | CS Rapid București           |

## Participación

### Grupo D
| Equipo  | Gan. | Emp. | Per. | A favor | En contra | Puntos |
| ------- | ---- | ---- | ---- | ------- | --------- | ------ |
| Francia | 3    | 0    | 0    | 82      | 25        | 9      |
| Canadá  | 2    | 0    | 1    | 45      | 33        | 7      |
| Rumania | 1    | 0    | 2    | 31      | 64        | 5      |
| Fiyi    | 0    | 0    | 3    | 27      | 63        | 3      |
| 4 de octubre de 1991 | Francia                                                                          | 30 – 3 | Rumania        | Stade de la Méditerranée, Béziers,                            |                                                               |
|                      | Tries: Roumat Lafond Try penal Saint-André Con: Camberabero Pen: Camberabero (4) |        | Pen: Nichitean | Asistencia: 22.000 espectadores Árbitro(s): Les Peard (Gales) | Asistencia: 22.000 espectadores Árbitro(s): Les Peard (Gales) |

| 9 de octubre de 1991 | Canadá                                                      | 19 – 11 | Rumania                          | Stade Ernest–Wallon, Toulouse,                                         |                                                                        |
|                      | Tries: MacKinnon Ennis Con: Wyatt Pen: Wyatt (2) Drop: Rees |         | Tries: Lungu Sasu Pen: Nichitean | Asistencia: 10.000 espectadores Árbitro(s): Sandy MacNeill (Australia) | Asistencia: 10.000 espectadores Árbitro(s): Sandy MacNeill (Australia) |

| 12 de octubre de 1991 | Fiyi                                     | 15 – 17 | Rumania                                             | Estadio Amédée Domenech, Brive-la-Gaillarde,                   |                                                                |
|                       | Pen: Turuva (2) Drops: Rabaka (2) Turuva |         | Tries: Ion Dumitraș Sasu Con: Răcean Pen: Nichitean | Asistencia: 8500 espectadores Árbitro(s): Owen Doyle (Irlanda) | Asistencia: 8500 espectadores Árbitro(s): Owen Doyle (Irlanda) |